# Saint-Rémy-la-Vanne
Saint-Rémy-la-Vanne is een gemeente in het Franse departement Seine-et-Marne (regio Île-de-France) en telt 881 inwoners (2004). De plaats maakt deel uit van het arrondissement Provins.

## Geografie
De oppervlakte van Saint-Rémy-la-Vanne bedraagt 15,2 km², de bevolkingsdichtheid is 58,0 inwoners per km².
De onderstaande kaart toont de ligging van Saint-Rémy-la-Vanne met de belangrijkste infrastructuur en aangrenzende gemeenten.

## Demografie
Onderstaande figuur toont het verloop van het inwonertal (bron: INSEE-tellingen).

1. ↑  Populations de référence 2022.